# Цикутово часовниче
Цикутовото часовниче (Erodium cicutarium) е едногодишно тревисто растение, разпространено из тревисти места до 1500 m н.в. Покрито е с прости власинки. На височина достига между 5 и 60 cm. В България цъфти в периода март – септември.
Среща се в Австралия, Азия, Африка, Европа, Северна Америка и други региони, където е пренесено.